# Horror (album With Blood Comes Cleansing)
Horror – drugi studyjny album amerykańskiej grupy With Blood Comes Cleansing. W porównaniu do poprzedniego album, wydaniem tego zajęła się wytwórnia Victory Records.

## Lista utworów
1. "Intro" - 0:36
2. "Hematidrosis" - 3:10
3. "Lash Upon Lash" - 2:33
4. "Forsaken" - 2:35
5. "Filthy Stains" - 2:47
6. "The Suffering" - 2:52
7. "Blood And Fire" - 2:47
8. "Abaddon's Horde" - 3:04
9. "Horror" - 2:19
10. "Carnivorous Consumption" - 3:41
11. "Damnation" - 2:17
12. "Eternal Reign" - 2:27

## Twórcy
- Dean Atkinson - wokal
- Matt Fidler - perkusja
- Dennis Frazier - gitara basowa
- Scott Erickson - gitara elektryczna
- Jeremy Sims - gitara elektryczna